# Tahtsa Ranges
Tahtsa Ranges är ett berg i Kanada.   Det ligger i provinsen British Columbia, i den sydvästra delen av landet, 3 800 km väster om huvudstaden Ottawa. Toppen på Tahtsa Ranges är 1 051 meter över havet.
Terrängen runt Tahtsa Ranges är kuperad åt nordväst, men åt sydost är den bergig. Trakten runt Tahtsa Ranges är nära nog obefolkad, med mindre än två invånare per kvadratkilometer.. Det finns inga samhällen i närheten. 